# لس لولس
لس لولس (به اسپانیایی: Las Llosas) یک منطقهٔ مسکونی در اسپانیا است که در ریپولس واقع شده‌است. لس لولس ۱۱۴٫۰ کیلومتر مربع مساحت دارد.